# Volta al País Basc 1971
La Volta al País Basc 1971 fou l'11a edició de la Volta al País Basc. La cursa es disputà en cinc etapes, una d'elles dividida en dos sectors, entre el 21 i el 25 d'abril de 1971 i un total de 875 km.
El vencedor fou l'espanyol Luis Ocaña (Bic), que s'imposà per poc més d'un minut al francès Raymond Poulidor (Fagor-Mercier) i al també espanyol Miguel Mari Lasa (Orbea). Ocaña basà la seva victòria final en la contrarellotge individual del segon sector de la quarta etapa, que guanyà amb quasi dos minuts sobre l'immediat perseguidor, el francès Poulidor.

## Equips participants
En aquesta edició hi van prendre part sis equips formats per 10 ciclistes cadascun, tot i que un d'ells sols presentà nou ciclistes. Quatre dels equips eren espanyols: Kas, Fagor-Mercier, Werner i Orbea. Els dos equips estrangers eren el francès Bic i el portuguès Coelima. Dels 59 ciclistes que van prendre la sortida l'acabaren 35.

## Etapes
| Etapa | Data       | Recorregut              | Km  | Vencedor de l'Etapa       | Líder de la general    |
| ----- | ---------- | ----------------------- | --- | ------------------------- | ---------------------- |
| 1a    | 21 d'abril | Eibar - Bilbao          | 173 | Miguel Mari Lasa (ESP)    | Miguel Mari Lasa (ESP) |
| 2a    | 22 d'abril | Bilbao - Logronyo       | 186 | Miguel Mari Lasa (ESP)    | Miguel Mari Lasa (ESP) |
| 3a    | 23 d'abril | Logronyo - Pamplona     | 186 | Bernard Labourdette (FRA) | Cyrille Guimard (FRA)  |
| 4a A  | 24 d'abril | Pamplona - Tolosa (CRI) | 137 | Miguel Mari Lasa (ESP)    | Cyrille Guimard (FRA)  |
| 4a B  | 24 d'abril | Tolosa - Sant Sebastià  | 30  | Luis Ocaña (ESP)          | Luis Ocaña (ESP)       |
| 5a    | 25 d'abril | Sant Sebastià - Eibar   | 163 | Cyrille Guimard (FRA)     | Luis Ocaña (ESP)       |

## Classificació general
|    | Ciclista                        | Equip         | Temps       |
| -- | ------------------------------- | ------------- | ----------- |
| 1  | Luis Ocaña (ESP)                | Bic           | 24h 31' 53" |
| 2  | Raymond Poulidor (FRA)          | Fagor-Mercier | + 1' 06"    |
| 3  | Miguel Mari Lasa (ESP)          | Orbea         | + 1' 10"    |
| 4  | Bernard Labourdette (FRA)       | Bic           | + 1' 44"    |
| 5  | Francisco Gabica (ESP)          | KAS           | + 1' 45"    |
| 6  | Jesús Manzaneque (ESP)          | KAS           | + 1' 46"    |
| 7  | Francisco Javier Galdeano (ESP) | KAS           | + 1' 48"    |
| 8  | Cyrille Guimard (FRA)           | Fagor-Mercier | + 1' 58"    |
| 9  | Luis Pedro Santamarina (ESP)    | Werner        | + 2' 11"    |
| 10 | Francisco Galdós (ESP)          | KAS           | + 2' 53"    |